# Sphaerechinus granularis
Sphaerechinus granularis is een zee-egel uit de familie Toxopneustidae. De wetenschappelijke naam van de soort werd in 1816 gepubliceerd door Jean-Baptiste de Lamarck.

## Kenmerken
Grote zee-egel, maximaal 13 cm in doorsnee. Stompe stekels, ongeveer 2 cm lang, meestal violet met witte punt, soms bruin, roodachtig of geheel wit, talrijk, dicht opeenstaand. Schaal heeft tien gleufjes van ongeveer 2 mm lang rondom de mondopening (alleen te zien bij dode dieren).Pedicellariën zijn giftig, maar ongevaarlijk voor mensen.

## Voorkomen
De soort komt voor in de gehele Middellandse Zee en in de oostelijke Atlantische Oceaan, van Het Kanaal in het noorden tot de Kaapverdische Eilanden en de Azoren in het zuiden. 

## Leefwijze
Graast naar algen op rotsachtig substraat. Camoufleert zich vaak met losse materialen zoals macro-algen en schelpfragmenten. Jonge dieren leven in detritus op grotere diepte en worden zelden ondiep waargenomen. Voortplanting gedurende het gehele jaar, maar vooral in voorjaar en zomer.